# Плацебо
Плаце́бо (от лат. placebo, дословно — «буду угоден, понравлюсь»):
- вещество без явных лечебных свойств, используемое для имитации лекарственного средства в исследованиях, где оцениваемый эффект может быть искажён верой самого пациента в действенность препарата;
- вещество без явных лечебных свойств, используемое для имитации лекарственного средства для улучшения самочувствия пациента в случаях отсутствия более действенного лекарственного средства.

Иногда капсулу или таблетку с плацебо называют «пустышкой».
В качестве вещества для плацебо рекомендуется использовать физиологически неактивное вещество, которое внешне неотличимо от экспериментального лекарственного средства. Например, при исследовании эффекта действующего вещества в растительных смесях нужно использовать ту же смесь без активного компонента. В зависимости от постановки эксперимента в качестве плацебо может использоваться другое лекарство.
Термином эффект плацебо называют улучшение самочувствия человека благодаря тому, что он верит в эффективность некоторого воздействия, в действительности нейтрального. Кроме приёма препарата, таким воздействием может быть, например, выполнение некоторых процедур или упражнений, прямой эффект которых не наблюдается.
Некоторые исследователи утверждают, что эффект плацебо наблюдается не только у человека, но также и у животных, однако многие учёные с этим не согласны. Собаки, страдающие эпилепсией, после приёма плацебо чувствовали себя лучше, однако это также может быть связано со спонтанным улучшением или с тем, что хозяин собаки, зная об исследовании, начинает тщательнее заботиться о своём питомце. Провести чистый эксперимент в подобных условиях довольно проблематично.
Понятие «эффект плацебо» подвергается критике, поскольку за эффект плацебо в клинических испытаниях ошибочно принимают другие явления: статистическую регрессию к среднему (у пациентов, отобранных для участия в клинических испытаниях по крайним значениям измеряемых показателей, в ходе исследования может наблюдаться улучшение показателей, то есть их состояние может регрессировать к среднему значению вне зависимости от наличия лечения), спонтанную ремиссию (естественное течение заболевания, у многих пациентов приводящее к клиническому улучшению); субъективное ощущение пациентов, будто их состояние улучшилось; погрешности в обработке результатов экспериментов.
По данным кокрановских обзоров, плацебо-вмешательства, как правило, не оказывают значимого клинического эффекта. Плацебо может немного облегчить страдания пациента, уменьшить боль или тошноту, но в целом оно не может изменить течение болезни, поэтому терапевтическая ценность эффекта плацебо в медицине, по современным научным представлениям, крайне мала. Назначение плацебо вместо эффективного лечебного средства в клинической практике является (особенно при тех заболеваниях, при которых существует лечение с доказанной эффективностью) грубым нарушением медицинской этики, поскольку представляет собой обман пациента. В развитых странах такого обмана не допускает законодательство, требующее лечить пациентов с соблюдением принципа добровольного информированного согласия.

## Суть
Название «эффект плацебо» появилось в Средневековье из песен плакальщиков на похоронах, которым платили за отпевание мёртвых, в тексте которых были слова «Placebo Domino». Мишель де Монтень писал в 1572 году, что «существуют люди, на которых лишь внимание со стороны медицины уже действенно».
В медицинском контексте впервые было упомянуто в XVIII веке. В 1785 году было определено как «банальный метод или лекарство», а в 1811 году было дано определение «любое лекарство, подобранное для удовлетворения больного, нежели для его пользы». Иногда наблюдалось ухудшение состояния пациента, но «лечение» нельзя было назвать безрезультатным. Плацебо было распространённо в медицине до XX века, врачи его применяли как «необходимую ложь» для облегчения состояния больного.

### Фармакотерапия
Эффект плацебо основан на внушении. Пациенту сообщают, что данный препарат обладает определённым положительным действием на организм, и, несмотря на неэффективность препарата, пациент ощущает субъективное улучшение самочувствия в соответствии с ожидаемым действием препарата. Аналогично, ожидания негативного действия может вызвать субъективное ухудшение самочувствия — эффект ноцебо. Последние исследования показывают, что для формирования ожиданий недостаточно одного внушения, более того, внушение не обязательно для эффекта плацебо. Большую роль играет обучение, как классическое павловское кондиционирование, так и обучение через наблюдение и оперантное обусловливание.
Иногда врачи намеренно прописывают плацебо пациентам, склонным к самовнушению болезненных ощущений. В этом случае появляется возможность избежать неоправданной фармакотерапии, типичной для внушаемых людей в современном обществе, и многочисленных лекарственных осложнений. Положительный эффект гомеопатических средств также объясняется эффектом плацебо.
Плацебо может немного облегчить страдания пациента, уменьшить боль или тошноту, но в целом применение плацебо не может изменить течение болезни, поэтому терапевтическая ценность эффекта плацебо в медицине, по современным научным представлениям, крайне мала. Доказано, что плацебо может оказывать обезболивающий эффект, поскольку способствует выработке эндорфинов — при этом, если выработку эндорфинов у пациента заблокировать, обезболивающий эффект плацебо не будет проявляться. Исследования же действия плацебо на другие симптомы показали, что состояние пациентов при тех или иных болезнях улучшается лишь по оценке самих пациентов; другими словами, изменяется субъективное суждение пациента о своём состоянии, объективные же показатели (лабораторные анализы и т. п.) в основном не демонстрируют улучшения.

### Клинические испытания
Плацебо используется как контрольный препарат в клинических испытаниях новых лекарственных препаратов, в процедуре количественной оценки эффективности лекарств. Одной группе испытуемых дают тестируемый препарат, проверенный на животных, а другой — плацебо. Эффект от применения препарата должен достоверно превышать эффект плацебо, чтобы препарат сочли действующим. При необходимости плацебо может содержать активное вещество в незначительном количестве (для сравнительного анализа с эффектом от соответствующего лекарственного препарата).
Плацебо используется также для изучения роли внушения в действии лекарственных препаратов.
Авторы систематического обзора исследований действия плацебо при различных заболеваниях (Hróbjartsson и Gøtzsche, 2001 год) показали, что клинический эффект плацебо наблюдается только в отношении боли и фобий, причём обезболивающий эффект плацебо соответствует лишь одной трети эффекта обычных нестероидных противовоспалительных препаратов. Другие исследователи, изучив тот же массив данных, сделали вывод, что хотя эффекты плацебо существуют и не должны игнорироваться, выраженность их невелика. В 2010 году Hróbjartsson и Gøtzsche опубликовали другой систематический обзор (более 200 исследований) и пришли к выводам, сходным с теми, что они сформулировали в 2001 году: обнаружено, что плацебо не имеет клинически значимого терапевтического эффекта, хотя и может влиять на высказывания пациентов о результатах лечения.

### Наркология
Плацебо широко используется в российской наркологии для лечения лиц, зависимых от алкоголя и наркотиков.
Российский врач-нарколог осуществляет лечение алкогольной зависимости такими методами, как «Капсула», «Торпедо», «Кодирование», «Подшивка», «MST», «SIT», «NIT» или несуществующими (и не внесёнными в Государственный реестр лекарственных средств) лекарственными препаратами, такими как: «Витамерц депо», «Актоплекс», «Дисульфизон», «Алгоминал»: при этом врач эксплуатирует так называемый «плацебо-эффект», то есть веру пациента и его желание выздороветь. Механизм действия состоит в том, что врач убедительно говорит своему пациенту: «Выпьешь — умрешь». Данные методы используют «неведение людей» и их «веру», для поддержания страха, который заставляет людей воздерживаться от употребления алкоголя.
Чтобы вызвать страх, врачи используют самые разные методы. Перед процедурой «подшивки», или кодирования, пациент подписывает юридический документ. Врач предлагает пациенту контракт, который определяет время «подшивки» и в котором записано, что всю ответственность за последствия срыва несёт пациент. В документе предусмотрена также возможность «расшивки» (обычно это однократный приём вещества, останавливающего действие имплантата), которая производится тем же специалистом. Веру в «подшивку» укрепляют передающиеся из уст в уста драматические истории о «подшитых» друзьях, знакомых или знакомых знакомых, умерших после принятия алкоголя.
Технологии применения плацебо в наркологии включают в себя различные действия: от внутривенных введений раствора никотиновой кислоты (витамина РР), магния сульфата, вызывающих чувство жара и удушья, до имитации хирургических операций с мнимой «подшивкой». Во время проведения данных процедур врач использует так называемую «провокацию», то есть даёт пациенту выпить спиртное с целью возникновения реакции и усиления страха смерти.

## Критика
В настоящее время нет данных, которые доказывали бы целесообразность применения плацебо в качестве лекарственного средства при каких бы то ни было заболеваниях. Сделанные в некоторых относительно ранних работах выводы о клинической эффективности плацебо во многом объяснимы статистической регрессией к среднему: статистическая регрессия к среднему предсказывает, что у пациентов, отобранных по крайним значениям измеряемых показателей, в среднем будет наблюдаться улучшение показателей, то есть их состояние будет регрессировать к среднему значению вне зависимости от наличия лечения.
Многие врачи ошибочно интерпретируют как эффект плацебо то, что в действительности является спонтанной ремиссией (естественным течением заболевания, у многих пациентов приводящим к клиническому улучшению). В клинических испытаниях — например, антидепрессантов — пациентам в группе плацебо нередко становится лучше не вследствие эффекта плацебо, а вследствие естественного течения заболевания. Эффект от принимаемого лекарства, эффект плацебо и естественное течение заболевания являются тремя основными причинами, по которым пациентам может становиться лучше на фоне приёма того или иного лекарственного средства:74.
Кроме того, предполагаемое «улучшение» в клинических испытаниях у пациентов, получающих плацебо, может представлять собой на самом деле лишь субъективное ощущение пациентов, будто их состояние улучшилось: кокрановские обзоры показали, что плацебо-вмешательства, как правило, не оказывают значимого клинического эффекта и что истинный эффект плацебо трудно отличить от предвзятого сообщения о нём. Получая плацебо, пациенты в клинических испытаниях склонны субъективно отмечать наличие у них клинического улучшения и сообщать исследователям о нём, надеясь, что они получают активное лечение, а не «пустышку»; если же пациент находится в группе, не получающей даже плацебо, то скрыть факт, что лечение отсутствует, невозможно, и пациенты, разочарованные этим фактом, нередко сообщают о меньшем улучшении, чем они испытывают на самом деле:75.
В современных исследованиях выявлено, что за эффект плацебо часто принимают естественные процессы выздоровления и погрешности в обработке результатов экспериментов.
Ещё одним недостатком плацебо является ненадёжность и непредсказуемость эффектов. Кроме того, распространённое утверждение о том, что плацебо не вызывает побочных действий, ошибочно: негативные ожидания пациента могут и в действительности ухудшать самочувствие, несмотря на отсутствие реальных негативных воздействий; могут возникать побочные эффекты, соответствующие таковым у лекарственного средства, с которым пациент ошибочно отождествляет плацебо. Известны случаи, когда индифферентное вещество, использовавшееся как плацебо, вызывало явления токсикоза:110.
К тому же, если медицинский работник выдаёт чистое плацебо за эффективное лечебное средство, особенно если при данном заболевании существует лечение с доказанной эффективностью, он грубо нарушает принципы медицинской этики. Применение плацебо связано с обманом пациента, так как его заставляют думать, будто он получает активное лечение. Злоупотребление назначением плацебо может подорвать доверие пациента к врачу:110.
В развитых странах обмана, связанного с применением плацебо, не допускает законодательство, требующее лечить пациентов с соблюдением принципа добровольного информированного согласия.

### Ответ на критику
После 1965 года[уточнить] было проведено несколько исследований, которые показали эффективность плацебо с открытой этикеткой[неправильный перевод!] при ряде состояний. Мета-анализ 2020 года, в который были включены рандомизированные контролируемые исследования любого состояния здоровья или психического расстройства, в которых сравнивались плацебо с открытой этикеткой[неправильный перевод!] (открытое плацебо, ОП) с отсутствием лечения[стиль]. В этих исследованиях оценивалось влияние ОП на боль в спине, усталость, связанную с раком, синдром дефицита внимания и гиперактивности, аллергический ринит, депрессию, синдром раздраженного кишечника и приливы жара в период менопаузы. Риск предвзятости был умеренным во всех исследованиях. Авторы обнаружили значительный общий эффект (стандартизированная средняя разница = 0,72, 95 % Cl 0,39-1,05, p < 0,0001, I2 = 76 %) ОП